# 高坪铺站
高坪铺站是沪昆铁路车站，位于贵州省黔南州龙里县冠山街道。车站目前为成都局集团凯里车务段管理的四等站，不办理客运业务；货运办理中转车的调车作业，整车货物到达、集装箱到发货运业务，站内亦设有一条专用线。